# Heilig Hartbeeld (Schalkhaar)
Het Heilig Hartbeeld is een standbeeld in de Nederlandse plaats Schalkhaar, in de provincie Overijssel.

## Achtergrond
In 1933 werd de Sint Nicolaaskerk uitgebreid met een nieuw dwarsschip en koor en werd er een nieuwe pastorie gebouwd. In dat jaar werd ook het Heilig Hartbeeld geplaatst, het staat voor de hoofdingang van de kerk. Binnen in de kerk staat een koperen Heilig Hartbeeld dat in 1960 werd gemaakt bij de Edelsmidse Brom.
Het buitenbeeld werd in een grotere oplage gemaakt, identieke beelden (soms met kruisnimbus) staan in onder andere Geldrop, Kaatsheuvel, Riel, Teteringen en Waspik.

## Beschrijving
Het beeld is een blootsvoetse, staande Christusfiguur, naar het voorbeeld van het mozaïek Christus in majesteit in de Parijse Basilique du Sacré-Cœur. Hij is gekleed in een lang gewaad en houdt zijn armen wijd gespreid, in zijn handen toont hij de stigmata. Op zijn borst is te midden van een stralenkrans het vlammende Heilig Hart zichtbaar, omwonden door een doornenkroon en bekroond met een klein kruis.
Het beeld staat op een hoge, taps toelopende sokkel, waarop in de voet een verkort kruis is aangebracht.